# Rimini Baseball Club
El Rimini Baseball Club es un equipo profesional de béisbol italiano, con sede en el estadio "dei Pirati" de la ciudad de Rímini y que participa en la temporada regular de la Italian Baseball League. Fue fundado en 1950 por Eugenio Pagnini, profesor de educación física, quien durante un viaje a Estados Unidos adquirió la pasión por el béisbol, trayéndolo a su ciudad.

## Palmarés

### Scudetti (Títulos de Liga)
13 Títulos:
| Año  | Patrocinante  |
| 1975 | CerCosti      |
| 1979 | Derbigum      |
| 1980 | Derbigum      |
| 1983 | Papà Barzetti |
| 1987 | Trevi         |
| 1988 | Ronson Lenoir |
| 1992 | Telemarket    |
| 1999 | Telemarket    |
| 2000 | Telemarket    |
| 2002 | Telemarket    |
| 2006 | Telemarket    |
| 2015 | -             |
| 2017 | -             |

### Copas Italia
5 Títulos:
| Año  | Patrocinante |
| 2001 | Telemarket   |
| 2002 | Telemarket   |
| 2013 | -            |
| 2014 | -            |
| 2016 | -            |

### Copa Campeones de Europa
3 Títulos:
| Año  | Patrocinante  |
| 1976 | CerCosti      |
| 1979 | Derbigum      |
| 1989 | Ronson Lenoir |

## Roster 2013
- Riccardo Bertagnon
- Filippo Crociati
- Jim Buccheri (*)
- Alex Romero
- Mario Chiarini
- Pierangelo Cit
- Leonardo Zileri
- Jack Santora
- Giuseppe Spinelli
- Riccardo Babini
- Ramón Castro
- Adolfo Gómez (*)
- Lorenzo Di Fabio
- Carlos Pezzullo
- Sandy Patrone
- Andrew Baldwin (*)
- Yorman Bazardo (*)
- Roberto Corradini
- Tommaso Cherubini
- Enorbel Márquez